# Кіміко Рахім
Кіміко Рахім (28 січня 1999) — шрі-ланкійська плавчиня.
Учасниця Олімпійських Ігор 2016 року.
Переможниця Азійських ігор 2016 року.